# Motor unitari

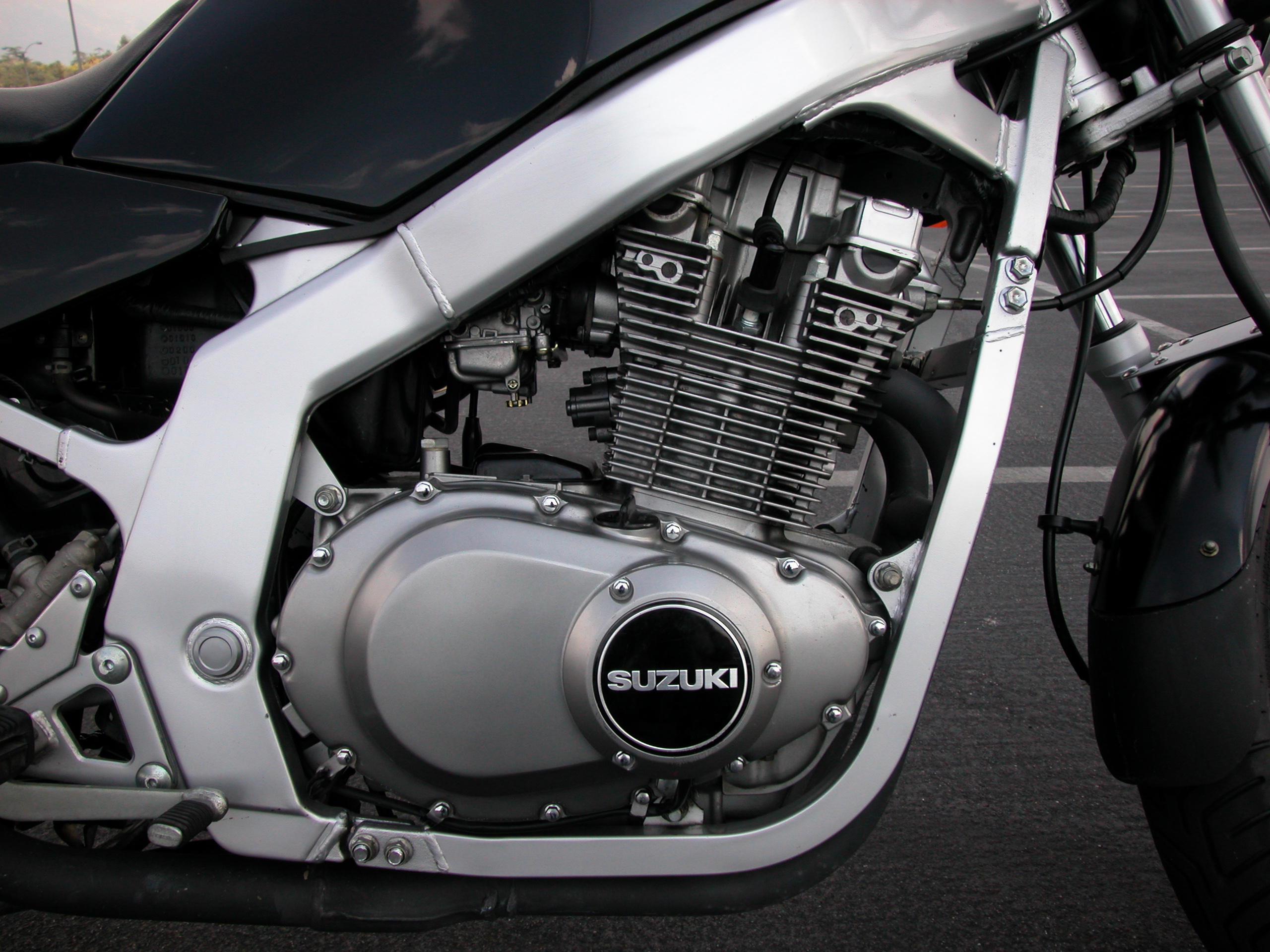
En aquesta Suzuki GS 500 E de 1997, el motor, l'embragatge i la caixa de canvis formen un conjunt amb un bany d’oli compartit.

Un motor unitari o de construcció unitària, conegut també com a motor amb la caixa de canvis integrada, és un tipus de motor de combustió interna en què la caixa de canvis està integrada dins el càrter. Es tracta d'una mena de motors àmpliament difosos dins el sector de la motocicleta, on abans de la seva introducció, la caixa de canvis era un element plenament diferenciat de la resta del bloc del motor i emprava transmissió per cadena primària. Des del moment en què les marques de motocicleta britàniques van començar a fabricar motors unitaris en massa, els antics blocs motor es van anomenar pre-unitaris.
Normalment, la caixa de canvis integrada fa servir l'oli del motor per a la lubrificació i, consegüentment, aquests motors duen embragatge de placa humida. De vegades també s'aplica una solució intermèdia: una caixa de canvis independent, amb el seu propi sistema de lubrificació, però cargolada al bloc motor. Això s'anomena sistema semi-unitari.

## Història
Els primers a desenvolupar i a instal·lar motors unitaris a les seves motos van ser els anglesos. Ja el 1904, Alfred Angas Scott, fundador de Scott, va idear un motor de construcció unitària que va començar a produir el 1908. Singer (1911) i ABC (1914) van seguir el seu exemple ben aviat. Harley-Davidson (el 1919, amb el seu model W flat-twin) i Bianchi (el 1921, amb un model V-twin) van ser els primers fabricants no britànics a incorporar aquesta mena de motors a les seves motocicletes.

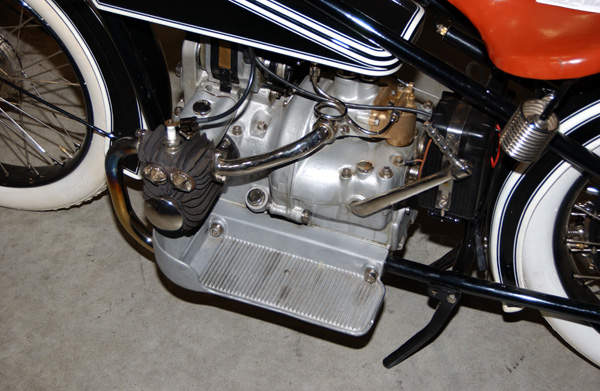
El motor unitari de la BMW R 32 de 1923, la primera moto de la marca

El 1923 fou un any de grans innovacions en aquest camp, ja que, a més de Rover, que va llançar el primer dels dos models amb caixa de canvis integrada que va produir fins al 1925, Triumph va llançar la seva LS de 346 cc amb caixa de canvis de 3 velocitats integrada (en producció fins al 1927). Aquell mateix any, BMW va llançar el seu primer model de motocicleta, la R 32, equipada ja amb motor unitari de 498 cc (de fet, BMW no ha construït mai cap moto amb la caixa de canvis separada). El 1924, un altre fabricant va optar pels motors unitaris: la belga FN, amb el seu model M.60.
Va ser al tombant de la dècada del 1920 quan els britànics van començar a emprar amb profusió els motors unitaris: el 1928, BSA en va fabricar la seva primera versió, tot i que restringida de moment a un sol model de dos temps (les BSA bicilíndriques de quatre temps no van passar a la construcció unitària fins al 1962); el 1930, Triumph llançà el model X de 175 cc, la primera moto de la marca amb motor de dos temps monocilíndric unitari. El 1932, New Imperial va començar a fer servir motors unitaris i va produir els models Unit Minor 150 i Unit Super 250. La firma va continuar utilitzant aquest tipus de motors i el 1938, tots els motors New Imperial eren unitaris.
Francis Barnett (1938), Vincent (1946) i Sunbeam (1947, amb la S7) foren altres fabricants a incorporar caixa de canvis integrada als seus motors abans d'arribar a la dècada del 1950, durant la qual el sistema es va consolidar plenament. Royal Enfield va llançar la seva Crusader unitària el 1957, el mateix any que aparegué la primera Triumph bicilíndrica unitària, la Twenty One 3TA, creada per Edward Turner i Wickes. El 1958, Ariel va fer el mateix amb el seu model Leader.
Des del 1963, tots els motors Triumph van ser ja de tipus unitari, i aviat BSA i els altres grans fabricants van seguir el seu exemple. Tot i que aquest sistema és actualment majoritari i el fan servir nombrosos fabricants a tot el món, sobretot els japonesos, n'hi ha que segueixen muntant encara les caixes de canvis per separat. Moto Guzzi, per exemple, fa servir caixes de canvis separades del bloc motor per l'embragatge, un de placa seca. El mateix sistema s'aplica als motors boxer en general i als models BMW de la sèrie K més antics.